# عین‌الشرقیه
عین الشرقیة (به عربی: عین الشرقیة) یک منطقهٔ مسکونی در سوریه است که در شهرستان جبله واقع شده‌است.

## خصوصیات
عین الشرقیة ۲٬۳۵۹ نفر جمعیت دارد.